# Крылов, Евгений Владимирович
Евгений Владимирович Крылов (11 августа 1937—1977) — советский футболист. Мастер спорта СССР.

## Биография
Воспитанник орехово-зуевского футбола, дебютировал в местной команде в 1956—1958 годах. В 1959 году перешёл в ЦСК МО, провёл в чемпионате три игры. В следующем году сыграл две игры 7 и 14 июля. В домашнем матче 19 июля против «Динамо» Киев, сыграв в подкате на 70-й против Базилевича, заработал удаление. Несколько болельщиков ЦСКА, недовольные этим решением судьи Клавса, до этого допускавшего спорные решения, выбежали на поле и сорвали матч. Матч был аннулирован, четверо болельщиков получили тюремные сроки, а Крылов был дисквалифицирован на два года. В 1962 году провёл одну игру за московский «Локомотив», затем вернулся в «Знамя Труда», с которым стал финалистом Кубка СССР 1962. Скончался в 1977 году (по словам одноклубника Василия Чавкина — в 1964, от алкоголизма).